# Fraser Minten
Fraser Minten, född 5 juli 2004, är en kanadensisk professionell ishockeyforward som spelar för Toronto Maple Leafs i National Hockey League (NHL).
Han har tidigare spelat för Kamloops Blazers i Western Hockey League (WHL).
Minten draftades av Toronto Maple Leafs i andra rundan i 2022 års draft som 38:e spelare totalt.

## Statistik
| 2017–2018  | West Van Academy U15       | CSSHL      | 26  | 9  | 29 | 38  | 20  | 4  | 1 | 4  | 5  | 0 |
| 2018–2019  | West Van Academy U15       | CSSHL      | 29  | 15 | 50 | 65  | 28  | 4  | 3 | 1  | 4  | 2 |
|            | West Van Academy U16       | CSSHL      | 6   | 4  | 1  | 5   | 0   | —  | — | —  | —  | — |
| 2019–2020  | West Van Academy U18       | CSSHL      | 41  | 7  | 19 | 26  | 10  | 6  | 0 | 0  | 0  | 0 |
|            | Prince George Spruce Kings | BCHL       | 2   | 0  | 0  | 0   | 0   | —  | — | —  | —  | — |
| 2020–2021  | Kamloops Blazers           | WHL        | 20  | 4  | 14 | 18  | 12  | —  | — | —  | —  | — |
| 2021–2022  | Kamloops Blazers           | WHL        | 67  | 20 | 35 | 55  | 57  | 17 | 6 | 10 | 16 | 4 |
| 2022–2023  | Kamloops Blazers           | WHL        | 57  | 31 | 36 | 67  | 55  | 10 | 2 | 2  | 4  | 4 |
| 2023–2024  | Toronto Maple Leafs        | NHL        | 1   | 0  | 0  | 0   | 0   | —  | — | —  | —  | — |
| NHL totalt | NHL totalt                 | NHL totalt | 1   | 0  | 0  | 0   | 0   | —  | — | —  | —  | — |
| WHL totalt | WHL totalt                 | WHL totalt | 144 | 55 | 85 | 140 | 124 | 27 | 8 | 12 | 20 | 8 |